# HMS Amphion (1798)
Pour les autres navires du même nom, voir HMS Amphion.
La HMS Amphion est une frégate de 5e rang armée de 32 canons en service dans la Royal Navy durant les guerres de la Révolution française et de l'Empire.

## Construction
La HMS Amphion est construit par Betts, à Mistleythorn et lancée le 29 mars 1798.

## Service actif
La première mission de la HMS Amphion l'emmène à la Jamaïque en 1798 mais la frégate est en 1799 au sud de l'Espagne sous les ordres du capitaine Bennett. La même année, elle capture une canonnière espagnole. Le navire croise en mer Méditerranée jusqu'à la paix d'Amiens.
En 1802, la HMS Amphion est employée pour lutter contre la contrebande dans la Manche puis pour escorter l'ambassadeur au Portugal jusqu'à Lisbonne.
En 1803 le navire est désarmé puis réintégré sous les ordres de Thomas Hardy et escorte Horatio Nelson sur le HMS Victory jusqu'au large de Brest. Nelson porte alors sa marque sur l'Amphion et rejoint la flotte de la Méditerranée dont il prend le commandement. La frégate participe alors au blocus de Toulon puis participe à la capture du riche convoi espagnol de la bataille du cap Santa Maria (es). En octobre 1805 à Lisbonne, William Hoste prend le commandement de la HMS Amphion et fait voile vers Gibraltar puis Alger avant d'aller croiser entre Cadix et la Sicile. Le 28 juillet 1806, le 78e régiment d'infanterie britannique débarqué du navire capture la ville de Cotrone.

## Dernières années
La HMS Amphion est rayée du service actif en 1820 et coulée en novembre de la même année pour servir de brise-lames à Woolwich. L'épave est vendue pour être détruite en septembre 1823 à Joiliffe and Banks.